# Cielo grande
Cielo grande és una sèrie de televisió juvenil musical de drama i romanç Argentina creada per Jorge Edelstein i produïda per Non Stop Studios en col·laboració amb Netflix Latin America. Està dirigida per Mauro Scandolari i escrita per Celeste Lambert, Paula Velayos i Clara Charrúa. La primera temporada va ser llançada el dia 16 de febrer de 2022 per Netflix. La segona temporada ja va ser confirmada i està en producció.
L'elenc principal de la sèrie està conformat per Pilar Pascual, Abril Di Yorio, Víctor Varona, Guido Messina, Francisco Bass, Giulia Guerrini, Thaís Rippel, Luan Brum, Fernando Monzo, Juan Monzo, Agustín Pardella, Mariel Percossi, Byron Barbieri, Martín Tecchi y Débora Nishimoto.

## Sinopsi
Un grup d'adolescents treballa per salvar un vell hotel anomenat Cielo grande especialitzat en esports aquàtics i perdut al mig del delta argentí, on els amics reviuran records de la infància, descobriran secrets familiars, establiran noves amistats i naixeran diferents romanços.

## Elenc

### Elenc principal
- Pilar Pascual com a Stefania «Steffi» Navarro.
- Abril Di Yorio com a Luz Aguilar.
- Víctor Varona com a Antonio «Tony».
- Guido Messina com a Julián.
- Francisco Bass com a Ron Navarro Lavalle.
- Giulia Guerrini com a Natasha Rossi.
- Thaís Rippel com a Natalia «Naty».
- Luan Brum com a Carlos «Charlie» Santos.
- Fernando Monzo como Él mismo.
- Juan Monzo como Él mismo.
- Agustín Pardella com a Noda.
- Mariel Percossi com a Matrix.
- Byron Barbieri com a Ian Navarro.
- Martín Tecchi com a Augusto Montero.
- Débora Nishimoto com a Irene.

### Elenc secundari
- Jimena La Torre com a Cynthia Aguilar.
- Juana Masse com a Luz (nena).
- Benjamín Otero com a Julián (nena).
- Juan Salinas com a Ron Navarro (adolescent).
- Camila Geringer com a Cynthia Aguilar (adolescent).
- Denise Cotton com a Doctora Visero.

## Banda sonora
- Cielo grande (2022).[7][8]